# Justine de Gouwer
Justine de Gouwer (onbekend - 1359/1360) was een 14e-eeuwse edelvrouwe en burggravin van Leiden.

## Levensloop
Justine was de dochter van ridder Hugo de Gouwer van Koudekerke en Elisabeth van Heenvliet. Hugo was in Zeeland actief en beroofde - als aanhanger van het graafschap Vlaanderen - Hollandse schepen. Justine trouwde in 1316 met de ridder Jan Scheven, met wie zij twee zonen kreeg: de oudste heette net als zijn vader ook Jan Scheven, de jongste zoon heette Jan Aernt. In 1319 overleed Jan Scheven senior.

### Tweede huwelijk
Tussen 1322 en 1324 hertrouwde Justine met Dirk van Cuyck. Hij was de burggraaf van Leiden, waardoor zij de titel van burggravin kreeg. Met dit huwelijk had ze de toekomst van zichzelf en haar twee zonen veilig gesteld. Dirk deed enkele schenkingen ten behoeve van de lijftocht van zijn echtgenote en begin 1324 werden deze schenkingen door graaf Willem III bevestigd. Een jaar later breidde Dirk deze lijftocht uit met opbrengsten uit de goederen te Rijnsburg, Oegstgeest, Lisse, over de Vliet en Hazerswoude. In de jaren hierna voegde hij nog diverse andere opbrengsten aan haar lijftocht toe. Mogelijk heeft hij gronden in Bennebroek geschonken aan Justines zonen, want in later jaren zou Jan Aernt zich Van Bennebroek gaan noemen.
Dirk was in 1336 oud en ziek, waardoor graaf Willem III zich genoodzaakt voelde om zich te ontfermen over Dirk, Justine en haar twee zonen. Hij vertrouwde het dagelijkse bestuur van Dirks bezittingen toe aan Gillis van Kralingen en bevestigde tevens dat Justine het recht op haar lijftocht behield als Dirk kwam te overlijden. Het is niet bekend wanneer Dirk overleed, maar het was tussen 1336 en 1339. Met de nieuwe burggraaf Philips van Wassenaar kreeg Justine nog wel een conflict over de bezittingen, maar dat werd in 1339 bijgelegd. Ze behield overigens de titel burggravin tot aan haar overlijden.

### Haarlem
In Haarlem woonde Justine in een versterkt huis dat ze van haar eerste echtgenoot Jan Scheven had geërfd en in leen was bij de heren van Egmond van IJsselstein. Dit huis heette in de aktes Jan Aernts woninge van Bennebroek. Bij dit huis behoorden landerijen, de zogenaamde kampen, die in leen werden gehouden van de Hollandse graaf. Justines oudste zoon Jan Scheven junior viel in 1344 in ongenade bij de graaf, waarna zijn bezittingen werden geconfisqueerd. Jongste zoon Jan Aernt werd nu de leenman van de Haarlemse kampen. Een deel van deze kampen werd in 1348 en 1352 verkocht omdat Jan Aernt geld nodig had: hij was bij het beleg van Montfoort gevangen genomen en moest een losgeld voldoen. Het versterkte huis is in de tweede helft van de 14e eeuw afgebroken, waarna het gebied werd gebruikt voor woningbouw. Vanwege burggravin Justine kreeg de straat langs het voormalige huis al in 1370 de naam Burchgravinnestrate. Tegenwoordig is dit de Gravinnesteeg. 

### Derde huwelijk
Justine trouwde in 1344 voor de derde maal, nu met Jan Aelman, de bastaardzoon van graaf Willem III. Dit bracht haar tot in de hoogste kringen: ze was nu de schoonzus van keizerin Margaretha en graaf Willem IV. In een akte uit dat jaar noemde graaf Willem IV zijn schoonzus Justine 'onse zuster'.
In 1359 of 1360 is Justine de Gouwer overleden.